# Grassholm
Grassholm (walisisch Gwales oder Ynys Gwales) ist eine unbewohnte walisische Insel, die 13 km vor der südwestlichen Küste Pembrokeshires und westlich der Insel Skomer liegt. Sie ist Teil des Pembrokeshire-Coast-Nationalparks.

## Allgemeines
Grassholm ist der westlichste Punkt von Wales und vor allem wegen seiner großen Basstölpel-Kolonie bekannt. Deshalb ist die Insel seit 1947 im Eigentum der Royal Society for the Protection of Birds und gehört damit zu den ältesten derartigen Reservaten. Dieses Reservat ist eines der drei wichtigsten weltweit für Basstölpel, neben St. Kilda und Bass Rock in Schottland. Hier brüten 39.000 Vogelpaare, das sind rund 10 % der Weltpopulation. Das fischreiche Gewässer um die Insel wird auch von Schweinswalen und Großen Tümmlern bevölkert.
Nach Grassholm gibt es einen Bootsverkehr von der St. Justinians Lifeboat Station und von Martin's Haven auf dem Festland.
Am 15. Juli 1945 lief das Frachtschiff Walter L M Russ vor Grassholm auf Grund und versank, neun Besatzungsmitglieder konnten vom Rettungsboot der Angle Lifeboat Station aufgefischt werden.

## Mythologie
Grassholm wird mit der mythischen Insel Gwales aus den Vier Zweigen des Mabinogi in Zusammenhang gebracht. Nachdem im „Zweiten Zweig“ Branwen ferch Llŷr („Branwen, die Tochter Llŷrs“) die Waliser das abgeschlagene Haupt Brans des Gesegneten aus Irland in die Heimat zurückbringen, wird es für acht oder 80 Jahre (Zahlenmystik) in einer geheimnisvollen Burg auf Gwales aufbewahrt. Während dieser Zeit lebt Brans Haupt weiter, während seine Gefährten in glückseligem Vergessen Feste feiern. Erst dann bringen sie das Haupt auf das Festland, wo es schließlich begraben wird, und zwar dort, wo heute der White Tower im Tower of London steht.